# Tack vare er
Tack vare er är det andra musikalbumet av Framed och släpptes den 28 augusti 2013. Efter att Framed vann Bingolottos dansbandstävling fick de ett skivkontrakt från Atenzia Records vilket resulterade i detta album.

## Låtlista
1. Mary Anne
2. Anna och mej
3. Din varma röst
4. Vaya Con Dios
5. Raggarmaskin
6. Känner du min längtan
7. Tack vare er
8. Twilights Blue
9. Madeleine
10. Da Do Run Run
11. Möt mig i Stockholm
12. If I Can Find Me A Clean Shirt
13. Way It Should Be
14. Alligator Walk
15. What Do You Know About Love

## Listplaceringar
| Lista (2013) | Topplacering |
| ------------ | ------------ |
| Sverige      | 8            |

### Fotnoter
1. ↑  ”Framed Tack vare er 2013”. Ginza. Arkiverad från originalet den 21 april 2015. https://web.archive.org/web/20150421015408/http://www.ginza.se/product/framed/tack-vare-er-2013/445229/. Läst 5 september 2015.
2. ↑  ”Framed vinnare av BingoLottos Dansbandstävling!”. Dansbandssidan. Arkiverad från originalet den 27 november 2015. https://web.archive.org/web/20151127044908/http://www.dansbandssidan.com/2013/06/02/framed-vinnare-av-bingolottos-dansbandst%C3%A4vling!-17084815. Läst 5 september 2015.
3. ↑  Listplacering, läst 5 september 2015